# Plagiorhynchus rheae
Plagiorhynchus rheae är en hakmaskart som först beskrevs av Louis de Marval 1902.  Plagiorhynchus rheae ingår i släktet Plagiorhynchus och familjen Plagiorhynchidae. Inga underarter finns listade i Catalogue of Life.